# Formiate de n-butyle
Le formiate de butyle est un ester de formule brute C5H10O2 utilisé comme solvant pour le nitrate de cellulose, les huiles, les graisses, de nombreux polymères ainsi que des caoutchoucs chlorés.